# Союз церквей евангельских христиан-баптистов Армении
Союз церквей евангельских христиан-баптистов Армении (СЦ ЕХБА) — протестантская христианская организация Армении, придерживающаяся баптистского вероучения.
После распада Всесоюзного совета евангельских христиан-баптистов в 1991 году в Армении было только две церкви ЕХБ (в Ереване и Гюмри), и три группы верующих (в Кировакане, Степанаване и Красносельске). В 1998 году на конгрессе баптистских церквей Армении был организован "Союз церквей евангельских христиан-баптистов Армении".
Согласно статистике ЕАФС ЕХБ (2008) в Армении существует 138 поместных общин ЕХБ, входящих в СЦ ЕХБА и объединяющих 4180 верующих, сознательно и последовательно исповедующих и практикующих свою веру.

## Организационная структура
Президент Союза – Гагик Тарвердян. Генеральный секретарь – Максим Газарян.

## Духовные учебные заведения
В составе СЦ ЕХБА действует 1 высшее учебное заведение:
- Богословская семинария Армении (г.Аштарак)

## Международная деятельность
СЦ ЕХБА входит в следующие международные христианские организации:
- Евро-Азиатская федерация союзов евангельских христиан-баптистов
- Всемирный союз баптистов
- Европейская баптистская федерация